# Nicky Beloko
Nicky Beloko, né le 16 février 2000 à Ebolowa au Cameroun, est un footballeur suisse, qui évolue au poste de milieu central au Austin FC.

## Biographie
Nicky Stéphane Medja Beloko naît le 16 février 2000 à Ebolowa au Cameroun. Il arrive en Suisse à l'âge de 11 ans avec sa mère. Il est formé en Suisse, au FC Aigle puis au Vevey-Sports, au Team Vaud et au FC Sion,.

## Carrière

### En club
Le 29 octobre 2017, Nicky Beloko devient le premier joueur né en l'an 2000 à jouer un match de Super League en entrant en jeu contre le BSC Young Boys. C'est sa seule rencontre disputée sous le maillot du FC Sion.
Lors de l'été 2018, il signe pour cinq saisons à l'ACF Fiorentina, soit jusqu'en juin 2023. Il n'y joue qu'une seule mi-temps en Serie A, le 29 avril 2019.
Le 21 août 2019, Beloko est prêté au KAA La Gantoise pour une saison. Il ne joue toutefois aucun match avec l'équipe première du club et est rapatrié par la Fiorentina dès le mois de janvier 2020, d'un commun accord entre toutes les parties.
Le 6 février 2021, Beloko est prêté jusqu'à la fin de la saison au Neuchâtel Xamax FCS. À l'issue du prêt, il s'engage définitivement avec le club neuchâtelois jusqu'en juin 2023, avec une année supplémentaire en option.
Le 25 février 2022, il inscrit son premier but en professionnel sous les couleurs du Neuchâtel Xamax FCS lors d'une rencontre de championnat face au SC Kriens.
Le 6 juillet 2022, Nicky Beloko rejoint le FC Lucerne en signant un contrat jusqu'en juin 2025.
Beloko inscrit son premier but pour Lucerne le 7 août 2022, face au FC Lugano en championnat.

### En sélection
Le 24 mars 2023, Nicky Beloko joue son premier match avec l'équipe de Suisse espoirs face à l'Espagne. Il entre en jeu lors de cette rencontre perdue par son équipe sur le score de trois buts à deux.
En janvier 2024, il refuse une convocation du Cameroun, préférant être sélectionné avec la Suisse